# Jacques Larché
Pour les articles homonymes, voir Larché.
Jacques Larché est un homme politique français né le 4 février 1920 à Paris et mort le 13 août 2014 à Draguignan dans le Var. Il est notamment sénateur de Seine-et-Marne de 1977 à 2004, et président du Conseil général de Seine-et-Marne de 1992 à 2004.

## Biographie
Il est docteur en droit, diplômé de l’École nationale de la France d’outre-mer et diplômé de l'ENA. Son métier d'origine est avocat.
Après sa nomination au Conseil d’État, secrétaire général de la délégation française au comité intergouvernemental pour le Marché commun et l’Euratom.
Il est chef de cabinet de Félix Gaillard, président du Conseil, avant d’entrer au secrétariat général du gouvernement.
Conseiller général du canton de Rebais de 1973 à 2004, sa fille, Anne Chain-Larché, lui succède.
Lors de la première cohabitation, Jacques Chirac propose de nommer Jacques Larché ministre de la Justice, avant d'être écarté au profit d’Albin Chalandon.
Pendant ses mandats de sénateur, il est président de la commission des Lois constitutionnelles, de législation, du suffrage universel, du Règlement et d'administration générale de 1983 à 2001.

## Mandats
- Conseiller général du canton de Rebais de 1973 à 2004
- Président du Conseil général de Seine-et-Marne de 1992 à 2004.

- Sénateur du 25 septembre 1977 au 30 septembre 2004.